# Pennacook
I Pennacook, conosciuti anche come Penacook o Pennacock, sono un popolo nativo del Nord America appartenente alla confederazione Wabanaki. Risiedevano principalmente sul fiume Merrimack nell'odierno New Hampshire,  Massachusetts e Maine meridionale. Talvolta sono detti Pawtucket o Merrimack.

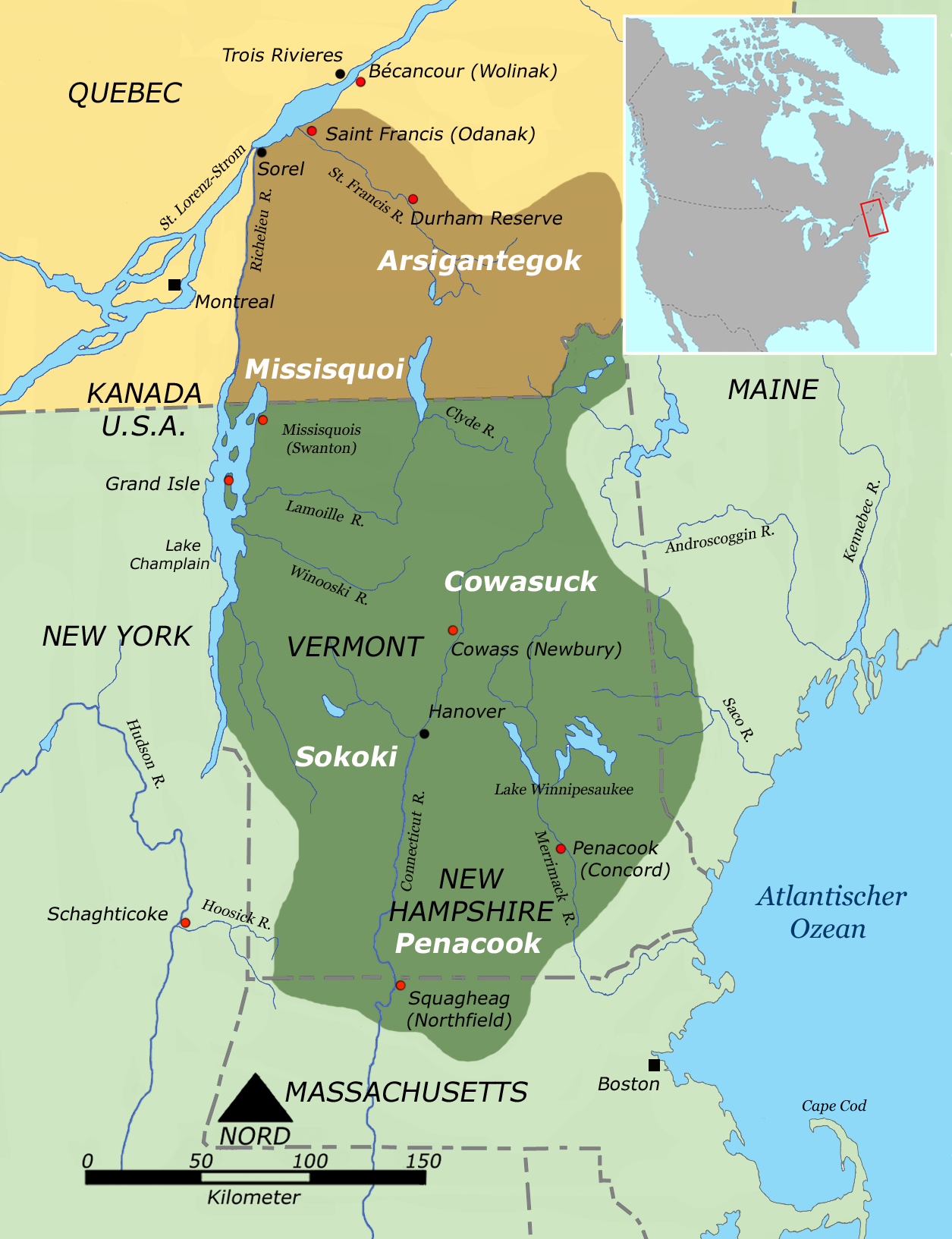
territori Pennacook

Parlano la Lingua algica e sono imparentati con i NorridgewocK, Passamaquoddy e Maliseet Abenaki a est, a nord/ovest con i Penobscot Abenaki e a sud con i Wampanoag. Sebbene gli stretti legami culturali e linguistici con le altre tribù, i Pennacook erano all'arrivo degli Anglosassoni una vasta confederazione, differente politicamente dagli altri nativi del Nord/ovest.

## Storia
Furono una delle prime tribù a entrare in contatto con gli europei, venendo decimati dalle nuove malattie portate dai coloni. Lo stato della comunità venne compromesso per l'alta mortalità e questo garantì a tribù come i Mohawk e i Micmac di condurre campagne di razzia negli insediamenti Pennacook. Il conflitto con i coloni venne sospeso nonostante il vantaggio militare dal capo Passaconaway per il numero crescente di perdite. Vennero comunque coinvolti in seguito nella Guerra di re Filippo, sebbene il capo Wonalancet avesse provato fino all'ultimo a mantenere la neutralità.
I Pennacook scapparono al massacro fuggendo a Nord, unendosi alle altre tribù occidentali o agli Schaghticoke, nell'odierna New York. L'eredità del popolo è oggi trasmessa all'interno di altre comunità di nativi.
Le donne Pennacook coltivavano granturco nelle terre fertili limitrofe ai fiumi, mentre gli uomini cacciavano nei terreni più sterili.

## Influenze
William James Sidis ipotizzò nel libro The Tribes and the States (1935) che la confederazione Pennacook abbia influenzato gli ideali democratici dei coloni.
Il nome Pennacook è stato adottato dai  Boy Scouts of America per l'ordine "Arrow lodge".